# Aphyllorchis kemulensis
Aphyllorchis kemulensis är en orkidéart som beskrevs av Johannes Jacobus Smith. Aphyllorchis kemulensis ingår i släktet Aphyllorchis och familjen orkidéer. Inga underarter finns listade i Catalogue of Life.